# Balaenoptera siberi
Espèce
Balaenoptera siberi est une espèce fossile de cétacés du genre Balaenoptera qui a vécu au Miocène supérieur. 

## Présentation
Le premier fossile a été découvert dans la formation de Pisco (d), au Pérou. 
Le crâne holotype de Balaenoptera siberi avait une longueur de 228 cm pour une largeur de 111 cm.